# Squelch
Een squelch is een elektronische schakeling die in radio-ontvangers wordt gebruikt om tijdens afwezigheid van het gewenste signaal de audiocircuits te blokkeren. Hiermee wordt voorkomen dat hinderlijke ruis wordt versterkt. Alle portofoons en radioscanners zijn met een squelch uitgerust. Men spreekt in het Nederlands ook wel van een ruisonderdrukker, maar dat begrip heeft meerdere betekenissen. Er zijn verschillende soorten squelch-schakelingen.

## Standaard squelch
De meest algemene vorm van squelch schakelt op basis van de signaalsterkte aan de ingang van de ontvanger. Dit type laat ieder signaal door, zodra het sterk genoeg is. Meestal is het niveau waarop dit type squelch wordt ingesteld, regelbaar. Dat heeft twee voordelen: ten eerste kan men door het bijstellen van het niveau luisteren naar gewenste signalen die zo zwak zijn dat ze maar net boven het ruisniveau uitkomen; ten tweede geeft het de mogelijkheid om in een omgeving met veel elektromagnetische ruis deze te negeren. Dat laatste komt vaak voor wanneer de communicatieapparatuur in een omgeving met veel elektrische en elektronische apparaten wordt gebruikt.
Hieronder volgt een grafische voorstelling. Horizontaal is de tijd uitgezet. De zwarte lijn is het signaalniveau; de blauwe stippellijn is het ingestelde niveau waarop de squelch-schakeling reageert. Alleen wanneer het niveau boven het squelchniveau uitkomt wordt de audioversterker ingeschakeld. We zien viermaal hetzelfde signaalverloop, met eerst een uitzending van een sterke zender, gevolgd door een van een zwakke zender. 

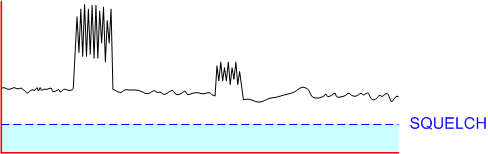
Squelch niveau staat laag ingesteld: beide zenders zijn te horen, maar ook de ruis wanneer geen zender wordt ontvangen
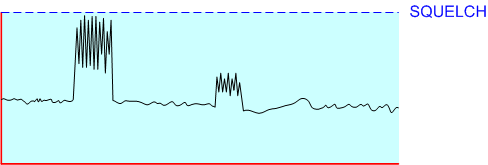
Squelch niveau staat hoog ingesteld: geen van beide zenders is te horen
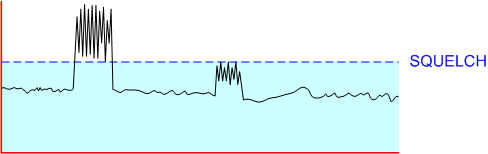
Squelch niveau staat zo ingesteld dat uitsluitend de sterkste zender is te horen
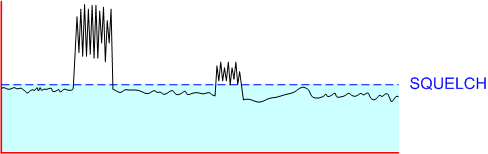
Squelch niveau staat zo ingesteld dat beide  zenders zijn te horen. De ruis tussen de uitzendingen wordt onderdrukt

## CTCSS
Een ander type squelch is CTCSS (Continuous Tone-Coded Squelch System). Hierbij wordt een continu laagfrequent audiosignaal aan de zender toegevoegd. De frequentie daarvan is zo laag dat het in de audiofilters van de ontvanger wordt uitgefilterd zodat het door de gebruikers van het kanaal niet te horen is. Bij CTCSS worden uitsluitend die signalen doorgelaten waarvan het laagfrequent audiosignaal in frequentie overeenkomt met de frequentie waarop de squelch is ingesteld.
Andere typen squelch zijn DCS (Digital Coded Squelch) en Selcall.